# Campeonato Amazonense de Futebol de 2024
O Campeonato Amazonense de Futebol de 2024 foi a 108ª edição da divisão principal do futebol profissional do Amazonas, cujo nome oficial foi Barezão 2024. Através deste foram indicados os representantes amazonenses nos torneios nacionais de 2025 (Copa do Brasil, Copa Verde e Série D do Campeonato Brasileiro). A competição teve inicio em 19 de janeiro e terminou em 14 de abril.

## Regulamento

### Formato de Disputa

#### Turnos
Diferente do ano anterior, o campeonato apresenta um novo formato de disputa a partir dessa edição. Os clubes participantes do Barezão serão divididos em dois grupos, com disputa em dois turnos.
No Primeiro Turno, os clubes de cada grupo enfrentarão os clubes do grupo oponente, totalizando cinco partidas por equipe. As equipes classificadas nas cinco primeiras posições da edição anterior terão três mandos de campo, enquanto as demais terão dois mandos. Ao final das cinco rodadas, os quatro melhores clubes de cada grupo se classificarão às Quartas de Final, onde jogarão o 1º colocado de cada grupo contra o 4º colocado do mesmo grupo e o 2º colocado enfrenta o 3º colocado, em partida única com mando de campo aos 1º e 2º colocados, além da vantagem de avançar com o empate. Os vencedores da fase anterior se enfrentarão na Semifinal, em jogo único e com vantagem de empate pro mandante, de modo que os clubes do mesmo grupo se enfrentam. A final será jogada com os vencedores das semifinais, em partida única, onde o clube vencedor do confronto será declarado Campeão do Primeiro Turno.
No Segundo Turno, os clubes de cada grupo enfrentarão os clubes do mesmo grupo , totalizando quatro partidas por equipe. Ao final das cinco rodadas, os quatro melhores clubes de cada grupo se classificarão às Quartas de Final, onde jogarão o 1º colocado de cada grupo contra o 4º colocado do grupo oponente, assim como o 2º colocado enfrenta o 3º colocado do outro grupo, em partida única com mando de campo aos 1º e 2º colocados, além da vantagem de avançar com o empate. Os vencedores da fase anterior se enfrentarão na Semifinal, em jogo único. A final será jogada com os vencedores das semifinais, em partida única, onde o clube vencedor do confronto será declarado Campeão do Segundo Turno.
Se dois clubes diferentes conquistarem os turnos, haverá, após a conclusão dos dois turnos, uma fase Final Geral, para definição do Campeão Amazonense de 2024. Caso o mesmo clube seja campeão dos dois turnos, este, automaticamente, será declarado Campeão do Amazonas de 2024.
As três piores equipes na classificação geral serão rebaixadas à Série B de 2025.

## Equipes participantes

### Promovidos e rebaixados
| Pos. | Rebaixados da Série A de 2023 |
| ---- | ----------------------------- |
| 9º   | Iranduba                      |
| 10º  | Fast Clube                    |

| Pos. | Promovidos da Série B de 2023 |
| ---- | ----------------------------- |
| 1º   | Unidos do Alvorada            |
| 2º   | São Raimundo-AM               |

| Aumento | Equipe promovida da Série B 2023 |

## Primeiro Turno

### Grupo A
| Pos | Equipe             | Pts | J | V | E | D | GP | GC | SG  | Classificado                      |
| --- | ------------------ | --- | - | - | - | - | -- | -- | --- | --------------------------------- |
| 1   | Amazonas           | 8   | 5 | 2 | 2 | 1 | 8  | 4  | +4  | Classificados às quartas de final |
| 2   | Manaus             | 8   | 5 | 2 | 2 | 1 | 6  | 4  | +2  | Classificados às quartas de final |
| 3   | Nacional-AM        | 7   | 5 | 1 | 4 | 0 | 5  | 4  | +1  | Classificados às quartas de final |
| 4   | Operário-AM        | 4   | 5 | 1 | 1 | 3 | 5  | 7  | −2  | Classificados às quartas de final |
| 5   | Unidos do Alvorada | 1   | 5 | 0 | 1 | 4 | 1  | 11 | −10 |                                   |

### Grupo B
| Pos | Equipe               | Pts | J | V | E | D | GP | GC | SG | Classificado                      |
| --- | -------------------- | --- | - | - | - | - | -- | -- | -- | --------------------------------- |
| 1   | Parintins            | 11  | 5 | 3 | 2 | 0 | 7  | 2  | +5 | Classificados às quartas de final |
| 2   | Manauara             | 10  | 5 | 3 | 1 | 1 | 10 | 4  | +6 | Classificados às quartas de final |
| 3   | São Raimundo-AM      | 8   | 5 | 2 | 2 | 1 | 5  | 6  | −1 | Classificados às quartas de final |
| 4   | Princesa do Solimões | 6   | 5 | 1 | 3 | 1 | 6  | 6  | 0  | Classificados às quartas de final |
| 5   | Rio Negro-AM         | 2   | 5 | 0 | 2 | 3 | 2  | 7  | −5 |                                   |

### Confrontos
| Mandante \ Visitante | AMA | MNA | MAN | NAC | OPE | PAR | PRI | RNE | SRA | UDA |
| -------------------- | --- | --- | --- | --- | --- | --- | --- | --- | --- | --- |
| Amazonas             | —   | 1–2 | –   | –   | –   | –   | 1–1 | 2–0 | –   | –   |
| Manauara             | –   | —   | 2–1 | 0–0 | 2–1 | –   | –   | –   | –   | 5–0 |
| Manaus               | –   | –   | —   | –   | –   | 0–1 | –   | 0–0 | –   | –   |
| Nacional-AM          | –   | –   | –   | —   | –   | 1–1 | 1–1 | –   | 2–2 | –   |
| Operário-AM          | –   | –   | –   | –   | —   | –   | –   | 3–1 | 0–1 | –   |
| Parintins            | 1–1 | –   | –   | –   | 2–0 | —   | –   | –   | –   | –   |
| Princesa do Solimões | –   | –   | 1–3 | 1–1 | –   | –   | —   | –   | –   | 2–0 |
| Rio Negro-AM         | –   | –   | –   | 0–1 | –   | –   | –   | —   | –   | 1–1 |
| São Raimundo-AM      | 0–3 | –   | 1–1 | –   | –   | –   | –   | –   | —   | –   |
| Unidos do Alvorada   | –   | –   | –   | –   | –   | 0–2 | –   | –   | 0–1 | —   |

### Fase Final
|  | Quartas de final     | Quartas de final     | Quartas de final      |                 |   | Semifinais           | Semifinais           | Semifinais           |  |  | Final           | Final           | Final           |
|  | 10 e 11 de fevereiro | 10 e 11 de fevereiro | 10 e 11 de fevereiro  |                 |   | 16 e 17 de fevereiro | 16 e 17 de fevereiro | 16 e 17 de fevereiro |  |  | 24 de fevereiro | 24 de fevereiro | 24 de fevereiro |
|  |                      |                      |                       |                 |   |                      |                      |                      |  |  |                 |                 |                 |
|  | 1A                   | Amazonas             | 4                     |                 |   |                      |                      |                      |  |  |                 |                 |                 |
|  | 4A                   | Operário-AM          | 0                     |                 |   |                      |                      |                      |  |  |                 |                 |                 |
|  | 4A                   | Operário-AM          | 0                     |                 |   | Amazonas             | 2                    |                      |  |  |                 |                 |                 |
|  |                      |                      |                       |                 |   | Amazonas             | 2                    |                      |  |  |                 |                 |                 |
|  |                      |                      | Nacional-AM           | 1               |   |                      |                      |                      |  |  |                 |                 |                 |
|  | 2A                   | Manaus               | Nacional-AM           | 1               | 0 |                      |                      |                      |  |  |                 |                 |                 |
|  | 2A                   | Manaus               |                       |                 | 0 |                      |                      |                      |  |  |                 |                 |                 |
|  | 3A                   | Nacional-AM          | 1                     |                 |   |                      |                      |                      |  |  |                 |                 |                 |
|  |                      |                      |                       |                 |   |                      |                      |                      |  |  |                 | Amazonas        | 2               |
|  |                      |                      |                       | São Raimundo-AM | 0 |                      |                      |                      |  |  |                 |                 |                 |
|  | 1B                   | Parintins            | 3                     |                 |   |                      |                      |                      |  |  |                 |                 |                 |
|  | 4B                   | Princesa do Solimões | 0                     |                 |   |                      |                      |                      |  |  |                 |                 |                 |
|  | 4B                   | Princesa do Solimões | 0                     |                 |   | Parintins            | 0 (0)                |                      |  |  |                 |                 |                 |
|  |                      |                      |                       |                 |   | Parintins            | 0 (0)                |                      |  |  |                 |                 |                 |
|  |                      |                      | São Raimundo-AM (pen) | 0 (3)           |   |                      |                      |                      |  |  |                 |                 |                 |
|  | 2B                   | Manauara             | São Raimundo-AM (pen) | 0 (3)           | 1 |                      |                      |                      |  |  |                 |                 |                 |
|  | 2B                   | Manauara             |                       |                 | 1 |                      |                      |                      |  |  |                 |                 |                 |
|  | 3B                   | São Raimundo-AM      | 2                     |                 |   |                      |                      |                      |  |  |                 |                 |                 |

### Final
Partida única
| 24 de fevereiro | Amazonas                        | 2 – 0        | São Raimundo-AM | Arena da Amazônia, Manaus                |
| 19:00           | William Barbio 7' · Fabiano 28' | Súmula (FAF) |                 | Árbitro: MG Paulo Cesar Zanovelli (FIFA) |

### Campeão
| Primeiro Turno de 2024        |
| Manaus                        |
| ----------------------------- |
| Amazonas Campeão (1.º título) |

## Segundo Turno

### Grupo A
| Pos | Equipe             | Pts | J | V | E | D | GP | GC | SG | Classificado                      |  | MAN | AMA | UDA | NAC | OPE |
| --- | ------------------ | --- | - | - | - | - | -- | -- | -- | --------------------------------- |  | --- | --- | --- | --- | --- |
| 1   | Manaus             | 10  | 4 | 3 | 1 | 0 | 10 | 2  | +8 | Classificados às quartas de final |  | —   | 3–1 | –   | –   | 4–0 |
| 2   | Amazonas           | 7   | 4 | 2 | 1 | 1 | 6  | 4  | +2 | Classificados às quartas de final |  | –   | —   | –   | 0–0 | 3–1 |
| 3   | Unidos do Alvorada | 4   | 4 | 1 | 1 | 2 | 4  | 5  | −1 | Classificados às quartas de final |  | 0–2 | 0–2 | —   | –   | –   |
| 4   | Nacional-AM        | 4   | 4 | 0 | 4 | 0 | 3  | 3  | 0  | Classificados às quartas de final |  | 1–1 | –   | 0–0 | —   | –   |
| 5   | Operário-AM        | 1   | 4 | 0 | 1 | 3 | 4  | 13 | −9 |                                   |  | –   | –   | 1–4 | 2–2 | —   |

### Grupo B
| Pos | Equipe               | Pts | J | V | E | D | GP | GC | SG  | Classificado                      |  | MNA | PRI | PAR | SRA | RNE |
| --- | -------------------- | --- | - | - | - | - | -- | -- | --- | --------------------------------- |  | --- | --- | --- | --- | --- |
| 1   | Manauara             | 8   | 4 | 2 | 2 | 0 | 10 | 1  | +9  | Classificados às quartas de final |  | —   | 0–0 | –   | –   | 8–0 |
| 2   | Princesa do Solimões | 8   | 4 | 2 | 2 | 0 | 7  | 3  | +4  | Classificados às quartas de final |  | –   | —   | 2–1 | 1–1 | –   |
| 3   | Parintins            | 7   | 4 | 2 | 1 | 1 | 10 | 2  | +8  | Classificados às quartas de final |  | 0–0 | –   | —   | –   | 7–0 |
| 4   | São Raimundo-AM      | 4   | 4 | 1 | 1 | 2 | 6  | 7  | −1  | Classificados às quartas de final |  | 1–2 | –   | 0–2 | —   | –   |
| 5   | Rio Negro-AM         | 0   | 4 | 0 | 0 | 4 | 3  | 23 | −20 |                                   |  | –   | 1–4 | –   | 2–4 | —   |

### Fase Final
|  | Quartas de final | Quartas de final     | Quartas de final   |           |   | Semifinais | Semifinais | Semifinais |  |  | Final      | Final      | Final      |
|  | 30 e 31 de março | 30 e 31 de março     | 30 e 31 de março   |           |   | 3 de abril | 3 de abril | 3 de abril |  |  | 7 de abril | 7 de abril | 7 de abril |
|  |                  |                      |                    |           |   |            |            |            |  |  |            |            |            |
|  | 1A               | Manaus               | 5                  |           |   |            |            |            |  |  |            |            |            |
|  | 4B               | São Raimundo-AM      | 0                  |           |   |            |            |            |  |  |            |            |            |
|  | 4B               | São Raimundo-AM      | 0                  |           |   | Manaus     | 4          |            |  |  |            |            |            |
|  |                  |                      |                    |           |   | Manaus     | 4          |            |  |  |            |            |            |
|  |                  |                      | Unidos do Alvorada | 0         |   |            |            |            |  |  |            |            |            |
|  | 2B               | Princesa do Solimões | Unidos do Alvorada | 0         | 1 |            |            |            |  |  |            |            |            |
|  | 2B               | Princesa do Solimões |                    |           | 1 |            |            |            |  |  |            |            |            |
|  | 3A               | Unidos do Alvorada   | 4                  |           |   |            |            |            |  |  |            |            |            |
|  |                  |                      |                    |           |   |            |            |            |  |  |            | Manaus     | 1          |
|  |                  |                      |                    | Parintins | 0 |            |            |            |  |  |            |            |            |
|  | 1B               | Manauara             | 1                  |           |   |            |            |            |  |  |            |            |            |
|  | 4A               | Nacional-AM          | 0                  |           |   |            |            |            |  |  |            |            |            |
|  | 4A               | Nacional-AM          | 0                  |           |   | Manauara   | 1          |            |  |  |            |            |            |
|  |                  |                      |                    |           |   | Manauara   | 1          |            |  |  |            |            |            |
|  |                  |                      | Parintins          | 2         |   |            |            |            |  |  |            |            |            |
|  | 2A               | Amazonas             | Parintins          | 2         | 1 |            |            |            |  |  |            |            |            |
|  | 2A               | Amazonas             |                    |           | 1 |            |            |            |  |  |            |            |            |
|  | 3B               | Parintins            | 3                  |           |   |            |            |            |  |  |            |            |            |

### Final
Partida única
| 7 de abril | Manaus    | 1 – 0 | Parintins | Arena da Amazônia, Manaus         |
| 18:00      | Denis 46' |       |           | Árbitro: AM Rafael Ramos Tourinho |

### Campeão
| Segundo Turno de 2024       |
| Manaus                      |
| --------------------------- |
| Manaus Campeão (1.º título) |

## Final do Campeonato
Partida única
| 14 de abril | Manaus              | 1 – 1 | Amazonas           | Estádio Roberto Simonsen, Manaus            |
| 18:00       | Rafael Ibiapino 81' |       | William Barbio 13' | Árbitro: AM Antônio Carlos Pequeno Frutuoso |

|                                                |       | Penalidades                       |  |
| Renan Emerson Bombado Miliano Vinícius Leandro | 4 – 2 | Jô Fabiano Patric Alexis Alvarino |  |

### Premiação
| Campeão Amazonense 2024     |
| Manaus                      |
| --------------------------- |
| Manaus Campeão (6.º título) |

## Classificação Geral
| Pos | Equipe               | Pts | J | V | E | D | GP | GC | SG  | Classificação ou descenso                                                             |
| --- | -------------------- | --- | - | - | - | - | -- | -- | --- | ------------------------------------------------------------------------------------- |
| 1   | Manaus               | 18  | 9 | 5 | 3 | 1 | 16 | 6  | +10 | Campeão e Classificado à Copa do Brasil de 2025, Série D de 2025 e Copa Verde de 2025 |
| 2   | Amazonas             | 15  | 9 | 4 | 3 | 2 | 14 | 8  | +6  | Vice-campeão e Classificado à Copa do Brasil de 2025 e Copa Verde de 2025             |
| 3   | Manauara             | 18  | 9 | 5 | 3 | 1 | 20 | 5  | +15 | Classificado para a Série D de 2025                                                   |
| 4   | Parintins            | 18  | 9 | 5 | 3 | 1 | 17 | 4  | +13 | Permanecem na Primeira Divisão de 2025                                                |
| 5   | Princesa do Solimões | 14  | 9 | 3 | 5 | 1 | 13 | 9  | +4  | Permanecem na Primeira Divisão de 2025                                                |
| 6   | São Raimundo-AM      | 12  | 9 | 3 | 3 | 3 | 11 | 13 | −2  | Permanecem na Primeira Divisão de 2025                                                |
| 7   | Nacional-AM          | 11  | 9 | 1 | 8 | 0 | 8  | 7  | +1  | Permanecem na Primeira Divisão de 2025                                                |
| 8   | Operário-AM          | 5   | 9 | 1 | 2 | 6 | 9  | 20 | −11 | Rebaixados para a Segunda Divisão de 2025                                             |
| 9   | Unidos do Alvorada   | 5   | 9 | 1 | 2 | 6 | 5  | 16 | −11 | Rebaixados para a Segunda Divisão de 2025                                             |
| 10  | Rio Negro-AM         | 2   | 9 | 0 | 2 | 7 | 5  | 30 | −25 | Rebaixados para a Segunda Divisão de 2025                                             |

## Público
Maiores Públicos Pagantes
Estes são os dez maiores públicos pagantes do campeonato, sem considerar as partidas com portões fechados.
| N.º | Público | Mandante             | Placar | Visitante            | Estádio           | Data            | Rodada          | Ref.   |
| --- | ------- | -------------------- | ------ | -------------------- | ----------------- | --------------- | --------------- | ------ |
| 1   | 7 149   | Amazonas             | 2–0    | São Raimundo-AM      | Arena da Amazônia | 25 de fevereiro | Final (1°T)     | [ 4 ]  |
| 2   | 3 294   | Amazonas             | 2–1    | Nacional-AM          | Arena da Amazônia | 16 de fevereiro | Semifinal (1°T) | [ 5 ]  |
| 3   | 2 757   | Parintins            | 0–0    | São Raimundo-AM      | Chicão            | 17 de fevereiro | Semifinal (1°T) | [ 6 ]  |
| 4   | 2 748   | Manaus               | 1–1    | Amazonas             | Roberto Simonsen  | 14 de abril     | Final           | [ 7 ]  |
| 5   | 2 013   | Parintins            | 0–0    | Manauara             | Chicão            | 9 de março      | 2ª (2°T)        | [ 8 ]  |
| 6   | 1 927   | Parintins            | 3–0    | Princesa do Solimões | Chicão            | 10 de fevereiro | Quartas (1°T)   | [ 9 ]  |
| 7   | 1 757   | Amazonas             | 1–1    | Princesa do Solimões | Arena da Amazônia | 24 de janeiro   | 2ª (1°T)        | [ 10 ] |
| 8   | 1 725   | Parintins            | 1–1    | Amazonas             | Chicão            | 27 de janeiro   | 3ª (1°T)        | [ 11 ] |
| 9   | 1 601   | Amazonas             | 1–2    | Manauara             | Carlos Zamith     | 21 de janeiro   | 1ª (1°T)        | [ 12 ] |
| 10  | 1 511   | Princesa do Solimões | 2–0    | Unidos do Alvorada   | Gilbertão         | 19 de janeiro   | 1ª (1°T)        | [ 13 ] |

Menores Públicos Pagantes
Estes são os dez menores públicos pagantes do campeonato, sem considerar as partidas com portões fechados.
| N.º | Público | Mandante           | Placar | Visitante            | Estádio           | Data           | Rodada        | Ref.   |
| --- | ------- | ------------------ | ------ | -------------------- | ----------------- | -------------- | ------------- | ------ |
| 1   | 32      | Manauara           | 5–0    | Unidos do Alvorada   | Carlos Zamith     | 7 de fevereiro | 5ª (1°T)      | [ 14 ] |
| 1   | 32      | Rio Negro-AM       | 1–4    | Princesa do Solimões | Estádio da Colina | 22 de março    | 5ª (2°T)      | [ 15 ] |
| 3   | 39      | Unidos do Alvorada | 0–2    | Amazonas             | Carlos Zamith     | 26 de março    | 5ª (2°T)      | [ 16 ] |
| 4   | 49      | Manauara           | 8–0    | Rio Negro-AM         | Carlos Zamith     | 16 de março    | 3ª (2°T)      | [ 17 ] |
| 5   | 54      | Manauara           | 2–1    | Operário-AM          | Estádio da Colina | 4 de fevereiro | 4ª (1°T)      | [ 18 ] |
| 6   | 64      | Nacional-AM        | 0–0    | Unidos do Alvorada   | Estádio da Colina | 20 de março    | 4ª (2°T)      | [ 19 ] |
| 7   | 63      | Manaus             | 4–0    | Operário-AM          | Estádio da Colina | 28 de março    | 4ª (2°T)      | [ 20 ] |
| 8   | 67      | Manauara           | 0–0    | Princesa do Solimões | Carlos Zamith     | 3 de março     | 1ª (2°T)      | [ 21 ] |
| 9   | 71      | Manaus             | 4–0    | Unidos do Alvorada   | Arena da Amazônia | 3 de abril     | Quartas (2°T) | [ 22 ] |
| 10  | 76      | Unidos do Alvorada | 0–2    | Manaus               | Carlos Zamith     | 2 de março     | 1ª (2°T)      | [ 23 ] |
| 10  | 76      | Operário-AM        | 1–4    | Unidos do Alvorada   | Gilbertão         | 7 de março     | 2ª (2°T)      | [ 24 ] |

Médias de público
Estas são as médias de público dos clubes no campeonato. Considera-se apenas os jogos da equipe como mandante e o público pagante:
| Pos.  | Time                 | Média | Total  | Mandos | Maior | Menor |
| ----- | -------------------- | ----- | ------ | ------ | ----- | ----- |
| 1     | Amazonas             | 1 863 | 16 763 | 9      | 7 149 | 297   |
| 2     | Parintins            | 1 585 | 9 507  | 6      | 2 757 | 511   |
| 3     | Princesa do Solimões | 811   | 4 868  | 6      | 1 511 | 410   |
| 4     | Manaus               | 649   | 6 485  | 10     | 2 748 | 63    |
| 5     | Nacional-AM          | 413   | 2 065  | 5      | 903   | 64    |
| 6     | São Raimundo-AM      | 277   | 1 108  | 4      | 417   | 97    |
| 7     | Operário-AM          | 160   | 640    | 4      | 261   | 76    |
| 8     | Manauara             | 133   | 1 064  | 8      | 280   | 32    |
| 9     | Rio Negro-AM         | 126   | 502    | 4      | 241   | 34    |
| 10    | Unidos do Alvorada   | 95    | 381    | 4      | 147   | 39    |
| Total | Total                | 723   | 43 383 | 60     | 7 149 | 32    |